# التقويض

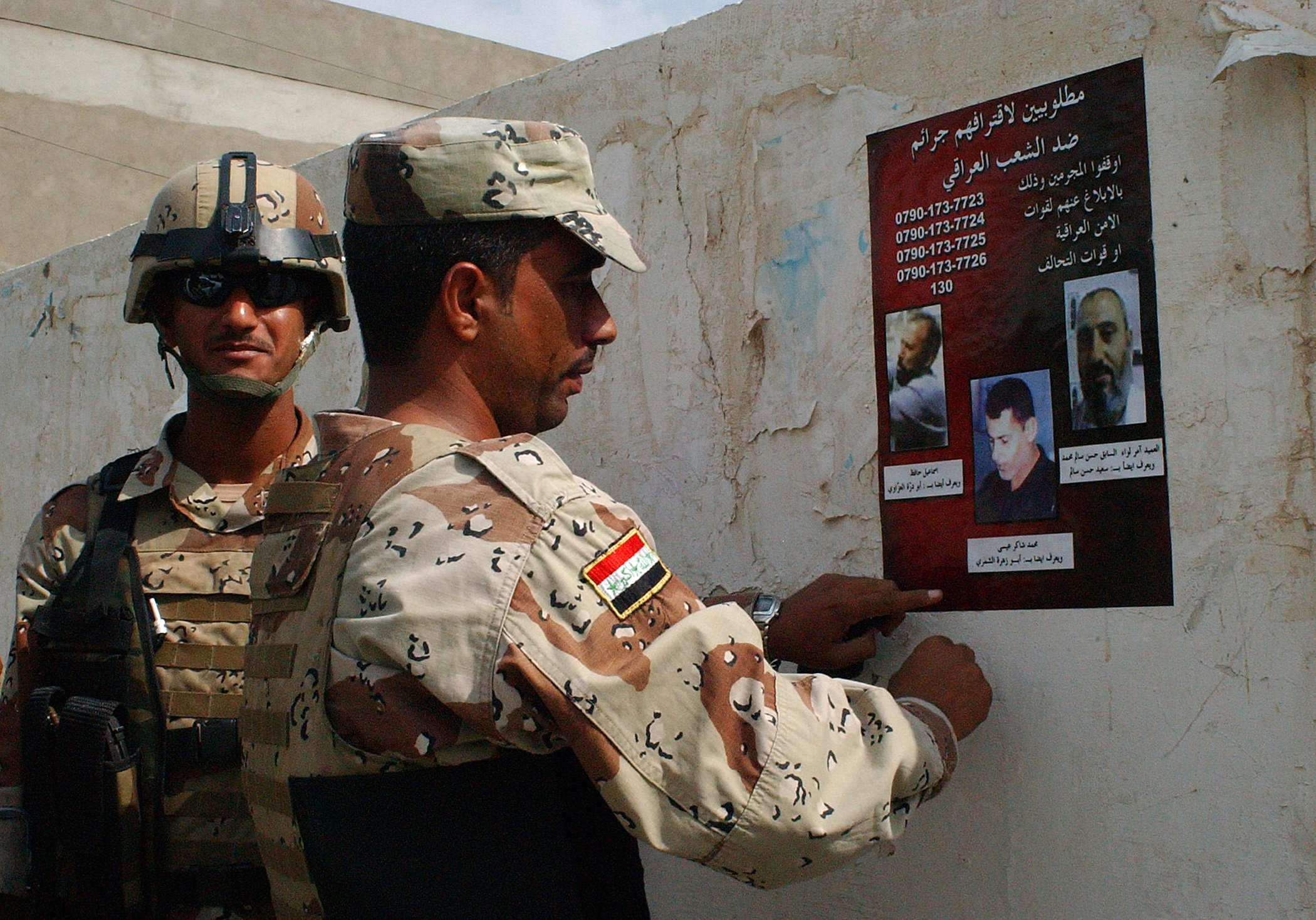

التقويض نقض القيم والمبادئ المعروفة في العرف القائم، في محاولة لتغيير النظام الاجتماعي الراسخ وأنماط السلطة والأعراف الاجتماعية. ويجوز وصفه بأنه هجوم على الروح المعنوية العامة وإرادة مقاومة التدخل. 
يُستخدم التخريب كأداة لتحقيق الأهداف السياسية لأنه بشكل عام يحمل مخاطر وتكاليف وصعوبات أقل بالمقارنة مع العداء العلني. علاوة على ذلك، يُعتبر شكلاً رخيصاً نسبياً من أشكال الحرب ولا يتطلب كميات كبيرة من التدريب. الشخص أو الشيء الذي يحمل إمكانية التخريب يُطلق عليه "تخريبي". في هذا السياق، يُسمى "التخريبي" أحيانًا "خائنًا" من قِبل الحكومة القائمة. كما أن التخريب غالباً ما يكون هدفاً للفنانين والكوميديين وغيرهم ممن يعملون في تلك المهن. في هذه الحالة، قد يعني كونك تخريبيًا التساؤل أو السخرية أو تقويض النظام القائم بشكل عام.
الجماعات الإرهابية عادةً لا تستخدم التخريب كأداة لتحقيق أهدافها. التخريب هو استراتيجية تعتمد على القوى البشرية، والعديد من الجماعات تفتقر إلى القوى البشرية والروابط السياسية والاجتماعية اللازمة لتنفيذ الأنشطة التخريبية. ومع ذلك، فإن الأعمال التي يقوم بها الإرهابيون قد يكون لها تأثير تخريبي على المجتمع. يمكن أن يعني التخريب استخدام أساليب خبيثة أو غير شريفة أو مالية أو عنيفة لتحقيق مثل هذا التغيير. وهذا يختلف عن الاحتجاج أو الانقلاب أو العمل من خلال الوسائل التقليدية في النظام السياسي لإحداث التغيير. علاوة على ذلك، يشير التخريب الخارجي إلى "أن الدولة المعتدية تحاول تجنيد ومساعدة الفاعلين السياسيين والعسكريين المحليين للإطاحة بحكومتهم عن طريق انقلاب". إذا فشل التخريب في تحقيق هدفه المتمثل في تنفيذ انقلاب، فمن الممكن أن ينتقل الفاعلون وأفعال الجماعة التخريبية إلى تمرد أو عصيان أو حرب عصابات.
الكلمة موجودة في جميع اللغات ذات الأصل اللاتيني، وكانت تُستخدم في الأصل للإشارة إلى أحداث مثل الهزيمة العسكرية لمدينة. في وقت مبكر من القرن الرابع عشر، كانت تُستخدم في اللغة الإنجليزية للإشارة إلى القوانين، وفي القرن الخامس عشر أصبحت تُستخدم فيما يتعلق بالمملكة. وقد حل المصطلح محل "الفتنة" كاسم للتمرد غير القانوني، على الرغم من أن الدلالات بين الكلمتين مختلفة إلى حد ما؛ إذ تشير الفتنة إلى هجمات علنية على المؤسسات، في حين يشير التخريب إلى شيء أكثر خبثًا مثل تقويض أساس الإيمان بالوضع القائم أو جعل الناس يقفون ضد بعضهم البعض.